# Grosser Preis des Kantons Aargau 1966
Il Grosser Preis des Kantons Aargau 1966, terza edizione della corsa, si svolse il 22 maggio su un percorso di 220 km, con partenza e arrivo a Gippingen. Fu vinto dal tedesco occidentale Wilfried Peffgen della Ruberg-Continental davanti al britannico Tom Simpson e all'altro tedesco occidentale Dieter Kemper.

## Ordine d'arrivo (Top 10)
| Pos. | Corridore        | Squadra                    | Tempo    |
| ---- | ---------------- | -------------------------- | -------- |
| 1    | Wilfried Peffgen | Ruberg-Continental         | 5h13'15" |
| 2    | Tom Simpson      | Peugeot-BP-Michelin        | s.t.     |
| 3    | Dieter Kemper    | Ruberg-Continental         | s.t.     |
| 4    | Renzo Ferrari    |                            | s.t.     |
| 5    | Louis Pfenninger | Tigra-Grammont-de Gribaldy | s.t.     |
| 6    | Francis Blanc    | Tigra-Grammont-de Gribaldy | s.t.     |
| 7    | Karl Brand       | Tigra-Grammont-de Gribaldy | s.t.     |
| 8    | Paul Zollinger   | Tigra-Grammont-de Gribaldy | s.t.     |
| 9    | Hans Junkermann  | Torpedo                    | s.t.     |
| 10   | Dieter Wiedemann | Torpedo                    | s.t.     |